# Antoni Sala i Domènech
Antoni Sala i Domènech (Barcelona, 1752 - Barcelona, 1814) va ser un apotecari i naturalista català. Fill de Francesc Sala i Guardia, fou membre de la Reial Acadèmia de Ciències i Arts de Barcelona (RACAB) (1776). Apotecari i aficionat a la botànica, hi presentà diverses memòries, encara que només en fou publicada la titulada Memoria sobre el árnica de los montes del 1786. També hi ha constància, però, de la presentada el 1804: Memoria sobre las opercaciones practicadas en el Jardín de la Real Academia de Ciencias Naturales y Artes el año 1804. Fou corresponsal del Real Jardín Botánico de Madrid, i dirigí un quant temps el jardí de l'Acadèmia (1804). Juntament amb Joan Ameller i Mestre, col·laborà en un projecte d'història monumental de Montserrat, endegat el 1789 per Francisco de Zamora, que malauradament no arribà a bon port, encarregant-se de les contribucions relacionades amb la història natural, amb l'estudi de la flora, la fauna, la geologia, la mineralogia i la hidrografia de la muntanya.